# Coppa dei Caraibi 2010
La Coppa dei Caraibi 2010 (Digicel Caribbean Cup 2010) fu la ventiduesima edizione della Coppa dei Caraibi (la sedicesima con la nuova denominazione), competizione calcistica per nazione organizzata dalla CFU. La competizione si svolse nella Martinica dal 26 novembre al 5 dicembre 2010 e vide la partecipazione di otto squadre: Antigua e Barbuda, Cuba, Giamaica, Grenada, Guadalupa, Guyana, Martinica e Trinidad e Tobago. Il torneo valse anche come qualificazione per la CONCACAF Gold Cup 2011.
La CFU organizzò questa competizione come CFU Championship dal 1978 al 1988; dal 1989 al 1990 sotto il nome di Caribbean Championship; dall'edizione del 1991 a quella del 1998 cambiò nome e divenne Shell Caribbean Cup; le edizioni del 1999 e del 2001 si chiamarono Caribbean Nations Cup; mentre dal 2005 al 2014 la competizione si chiamò Digicel Caribbean Cup; nell'edizione del 2017 il suo nome è stato Scotibank Caribbean Cup.

## Formula
- Qualificazioni

Martinica (come paese ospitante) e Giamaica (come campione in carica) sono qualificati direttamente. Rimangono 21 squadre per 6 posti disponibili per la fase finale. Le qualificazioni si dividono in due fasi:
Prima fase - 15 squadre, divisi in 4 gruppi (tre gruppi composti da quattro squadre e un gruppo composto da tre squadre), giocano partite di sola andata, le prime classificate di tutti i gruppi e le due migliori seconde dei gruppi di tre squadre si qualificano alla seconda fase.
Seconda fase - 12 squadre, divisi in 3 gruppi, giocano partite di sola andata, le prime e le seconde classificate si qualificano alla fase finale.
- Fase finale

Fase a gruppi - 8 squadre, divise in due gruppi da quattro squadre. Giocano partite di sola andata, le prime due classificate si qualificano alle semifinali.
Fase a eliminazione diretta - 4 squadre, giocano partite di sola andata. La vincente si laurea campione CFU. Le quattro semifinaliste si qualificano alla fase finale della CONCACAF Gold Cup 2011.

## Squadre partecipanti
| Pr. | Squadra           | Data di qualificazione certa | Partecipante in quanto                                           | Partecipazioni precedenti al torneo                                                                                         | Ultima presenza        |
| --- | ----------------- | ---------------------------- | ---------------------------------------------------------------- | --- | ---------------------- |
| 1   | Martinica         | -                            | Rappresentativa della nazione organizzatrice della fase finale   | 13 (1983, 1985, 1988, 1990, 1991, 1992, 1993, 1994, 1996, 1997, 1998, 2001, 2007)                                           | Trinidad e Tobago 2007 |
| 2   | Giamaica          | 14 dicembre 2008             | Rappresentativa della nazione detentrice del titolo              | 12 (1990, 1991, 1992, 1993, 1995, 1996, 1997, 1998, 1999, 2001, 2005, 2008)                                                 | Giamaica 2008          |
| 3   | Guadalupa         | 24 ottobre 2010              | 1ª classificata nel gruppo 1 della fase finale di qualificazione | 9 (1981, 1985, 1988, 1989, 1992, 1994, 1999, 2007, 2008)                                                                    | Giamaica 2008          |
| 4   | Grenada           | 24 ottobre 2010              | 2ª classificata nel gruppo 1 della fase finale di qualificazione | 5 (1989, 1990, 1997, 1999, 2008)                                                                                            | Giamaica 2008          |
| 5   | Trinidad e Tobago | 4 novembre 2010              | 1ª classificata nel gruppo 2 della fase finale di qualificazione | 20 (1978, 1979, 1981, 1983, 1988, 1989, 1990, 1991, 1992, 1993, 1994, 1995, 1996, 1997, 1998, 1999, 2001, 2005, 2007, 2008) | Giamaica 2008          |
| 6   | Guyana            | 6 novembre 2010              | 2ª classificata nel gruppo 2 della fase finale di qualificazione | 2 (1991, 2007) | Trinidad e Tobago 2007 |
| 7   | Cuba              | 14 novembre 2010             | 1ª classificata nel gruppo 3 della fase finale di qualificazione | 9 (1991, 1992, 1995, 1996, 1999, 2001, 2005, 2007, 2008)                                                                    | Giamaica 2008          |
| 8   | Antigua e Barbuda | 14 novembre 2010             | 2ª classificata nel gruppo 3 della fase finale di qualificazione | 8 (1978, 1983, 1988, 1992, 1995, 1997, 1998, 2008)                                                                          | Giamaica 2008          |

## Fase finale

### Fase a gruppi

#### Gruppo A
| Arbitro: | Lancaster |

|  |           |                        |
|  | Marcatori | 23’ Colomé 79’ Linares |

| Arbitro: | Bogle |

|           |           |          |
| Goron 79’ | Marcatori | 29’ Bain |

| Arbitro: | Cruz |

|          |           |  |
| Bain 70’ | Marcatori |  |

| Arbitro: | Taylor |

|  |           |             |
|  | Marcatori | 29’ Marquez |

| Fort-de-France 30 novembre 2010, ore 18:00 UTC-4 | Cuba  | 0 – 0 | Grenada | Stade Municipal Pierre-Aliker (2.000 spett.)\| Arbitro: \| Bogle \| |
| Arbitro:                                         | Bogle |       |         |                                                                     |

| Arbitro: | Taylor |

|  |           |            |
|  | Marcatori | 47’ Hector |

| Pos | Squadra           | P.ti | G | V | N | P | GF | GS | DR |
| --- | ----------------- | ---- | - | - | - | - | -- | -- | -- |
| 1   | Cuba              | 7    | 3 | 2 | 1 | 0 | 3  | 0  | +3 |
| 2   | Grenada           | 5    | 3 | 1 | 2 | 0 | 2  | 1  | +1 |
| 3   | Trinidad e Tobago | 3    | 3 | 1 | 0 | 2 | 1  | 3  | -2 |
| 4   | Martinica         | 1    | 3 | 0 | 1 | 2 | 1  | 3  | -2 |

Cuba e Grenada qualificate alle semifinali.

#### Gruppo B
| Arbitro: | Davis |

|            |           |           |
| Jacobs 87’ | Marcatori | 71’ Loval |

| Arbitro: | Wijngaarde |

|                              |           |             |
| Shelton 14’ 37’ Richards 39’ | Marcatori | 48’ Gregory |

| Arbitro: | Wijngaarde |

|             |           |  |
| Gregory 69’ | Marcatori |  |

| Arbitro: | Lopez |

|  |           |                         |
|  | Marcatori | 53’ Francis 90’ Johnson |

| Arbitro: | Lopez |

|               |           |  |
| Lambourde 41’ | Marcatori |  |

| Arbitro: | Cruz |

|  |           |                                        |
|  | Marcatori | 42’ Richards 48’ 74’ Morgan 89’ Vernan |

| Pos | Squadra           | P.ti | G | V | N | P | GF | GS | DR |
| --- | ----------------- | ---- | - | - | - | - | -- | -- | -- |
| 1   | Giamaica          | 9    | 3 | 3 | 0 | 0 | 9  | 1  | +8 |
| 2   | Guadalupa         | 4    | 3 | 1 | 1 | 1 | 2  | 3  | -1 |
| 3   | Antigua e Barbuda | 3    | 3 | 1 | 0 | 2 | 2  | 4  | -2 |
| 4   | Guyana            | 1    | 3 | 0 | 1 | 2 | 1  | 6  | -5 |

Giamaica e Guadalupa qualificate alle semifinali.

### Fase a eliminazione diretta

#### Tabellone
|  | Semifinali | Semifinali | Semifinali |          |           | Finale          | Finale          | Finale          |  |
|  |            |            |            |          |           |                 |                 |                 |  |
|  | Cuba       | Cuba       | 1          |          |           |                 |                 |                 |  |
|  | Cuba       | Cuba       | 1          |          |           |                 |                 |                 |  |
|  | Guadalupa  | Guadalupa  | 2          |          |           |                 |                 |                 |  |
|  | Guadalupa  | Guadalupa  | 2          |          | Guadalupa | Guadalupa       | 1 (4)           |                 |  |
|  |            |            |            |          | Guadalupa | Guadalupa       | 1 (4)           |                 |  |
|  |            |            | Giamaica   | Giamaica | 1 (5)     |                 |                 |                 |  |
|  | Giamaica   | Giamaica   | Giamaica   | Giamaica | 1 (5)     | 2               |                 |                 |  |
|  | Giamaica   | Giamaica   |            |          |           | 2               |                 |                 |  |
|  | Grenada    | Grenada    | 1          |          |           | Finale 3º posto | Finale 3º posto | Finale 3º posto |  |
|  | Grenada    | Grenada    | 1          |          |           |                 |                 |                 |  |
|  |            |            |            |          |           |                 |                 |                 |  |
|  |            |            |            |          |           | Grenada         | Grenada         | 0               |  |
|  |            |            |            |          |           | Grenada         | Grenada         | 0               |  |
|  |            |            |            |          |           | Cuba            | Cuba            | 1               |  |

#### Semifinali
| Arbitro: | Wijngaarde |

|               |           |                                  |
| Fernandez 35’ | Marcatori | 55’ (rig.) Gendrey 78’ Lambourde |

| Arbitro: | Taylor |

|                       |           |          |
| Richards 6’ Smith 97’ | Marcatori | 13’ Bain |

#### Finale 3º posto
| Arbitro: | Lopez |

|  |           |             |
|  | Marcatori | 12’ Linares |

Cuba e Grenada qualificate per la CONCACAF Gold Cup 2011.

#### Finale
| Arbitro: | Wijngaarde |

|                                                 |                      |                                      |
| Gotin 37’                                       | Marcatori            | 32’ Cummings                         |
| Clavier Gendrey Collet Antoine-Curier Lambourde | Tiri di rigore 4 – 5 | Austin Shelton Woodbine Vernan Smith |

Giamaica e Guadalupa qualificate per la CONCACAF Gold Cup 2011.